# Красавин, Константин Алексеевич
Константи́н Алексе́евич Краса́вин (1917—1988) — лётчик-ас, подполковник Советской Армии, участник Великой Отечественной войны, Герой Советского Союза (1946).

## Биография
Константин Красавин родился 20 мая 1917 года в городе Царицыно-Дачное (ныне — в черте Москвы). После окончания школы фабрично-заводского ученичества и девяти классов школы работал тестомесом на хлебозаводе. В 1938 году Красавин был призван на службу в Рабоче-крестьянскую Красную Армию. В 1940 году он окончил Сталинградское военное авиационное училище. С декабря 1941 года — на фронтах Великой Отечественной войны. Принимал участие в боях на Западном, Северо-Западном, Калининском, Брянском, 1-м Прибалтийском, 3-м Белорусском и 2-м Украинском фронтах.
К апрелю 1945 года гвардии майор Константин Красавин был заместителем командира 150-го гвардейского истребительного авиаполка и одновременно лётчиком-инспектором по технике пилотирования и теории полётов 13-й гвардейской истребительной авиадивизии 3-го гвардейского истребительного авиационного корпуса 5-й воздушной армии 2-го Украинского фронта. К тому времени он совершил 376 боевых вылетов, принял участие в 106 воздушных боях, сбив 21 вражеский самолёт лично и ещё 4 — в составе группы.
Указом Президиума Верховного Совета СССР от 15 мая 1946 года за «мужество и героизм, проявленные в воздушных боях» гвардии майор Константин Красавин был удостоен высокого звания Героя Советского Союза с вручением ордена Ленина и медали «Золотая Звезда».
После представления к званию Героя, апрель и начало мая 1945 года К. А. Красавин провёл в напряженных боях и увеличил свой боевой счет: к 9 мая 1945 года на его счету было свыше 380 боевых вылетов, 22 сбитых самолёта лично и 3 в группе.
После окончания войны Красавин продолжил службу в Советской Армии. В 1955 году в звании подполковника он был уволен в запас. Проживал и работал в Калинине. Умер 18 января 1988 года, похоронен в Твери.
Военный лётчик 1-го класса. Был также награждён тремя орденами Красного Знамени, двумя орденами Отечественной войны 1-й степени, рядом медалей.